# 캐논 EOS-1D Mark II

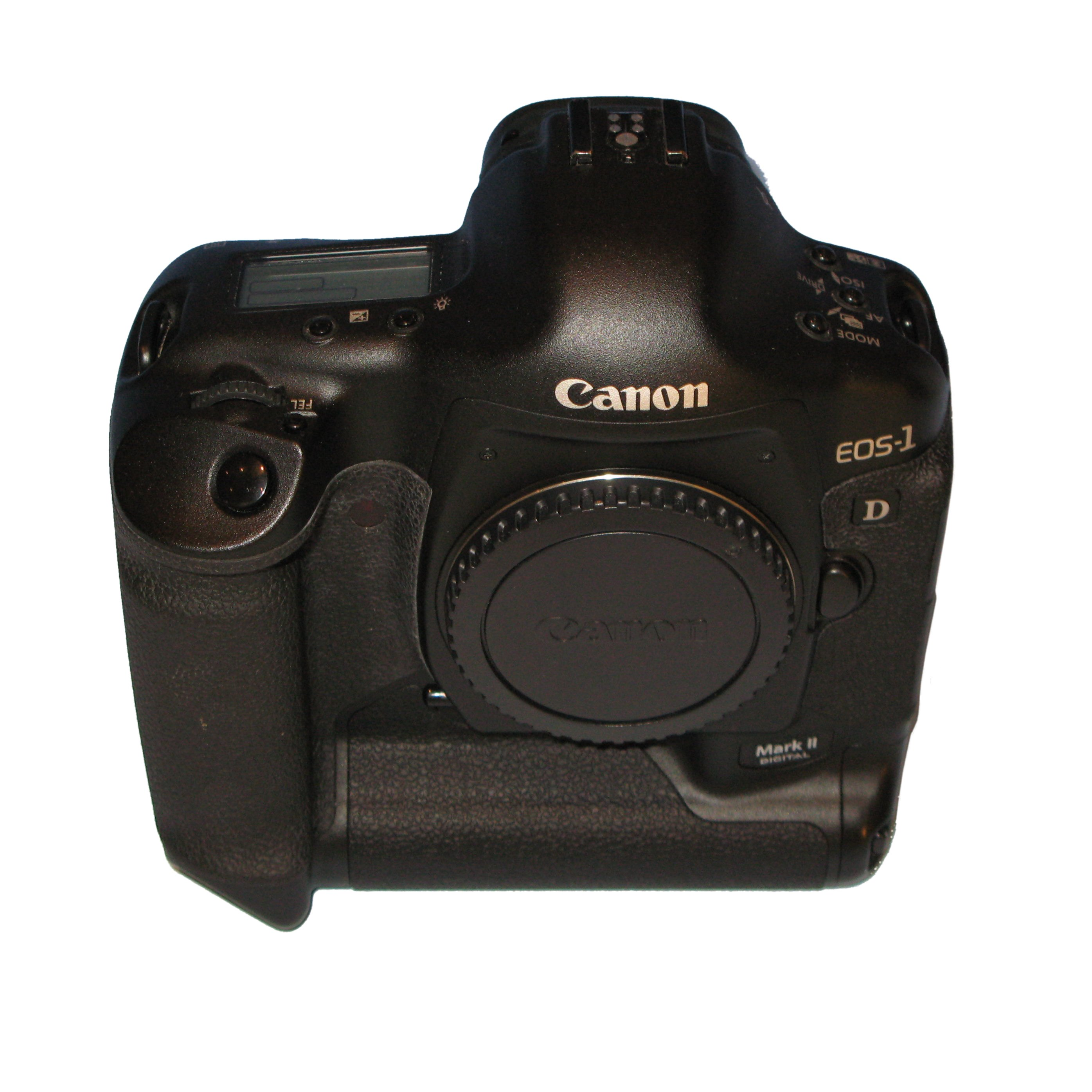
캐논 EOS-1D 마크 II

캐논 EOS-1D 마크 II(Canon EOS-1D Mark II 혹은 Mk 2)는 820만 유효 화소를 가지는 전문가용 디지털 SLR 카메라이다. 캐논 EOS-1D의 후속 모델이다. 28.7 × 19.1 mm 크기의 CMOS 이미지 센서를 가지고 있다. 2004년 1월에 발표한 뒤 4월에 시판되었다. 초당 8.5 프레임을 촬영할 수 있어 스포츠 사진 등에 많이 사용된다.
캐논 EOS-1D Mark II는 팀 버튼의 스탑 모션 애니메이션인 《유령 신부》 촬영에 사용되었다. 《유령 신부》 제작진은 원래 니콘 D2H 사용을 고려하였으나 D2H의 랜덤 노이즈 때문에 총 32대의 캐논 EOS-1D Mark II를 사용하게 되었다.

## 단점
캐논 EOS-1D와 비교했을 때, 단점으로는 최대 셔터 스피드 및 플래시 X-Sync 스피드가 절반으로 줄어들었다는 것이 있다. 캐논 EOS-1D의 경우 CCD 이미지 센서의 전자식 셔터 기능 덕분에 빠른 셔터 스피드 및 빠른 플래시 X-Sync 스피드를 가지고 있다. 하지만, 캐논 EOS-1D Mark II는 전자식 셔터 기능이 없는 CMOS 이미지 센서를 사용하여, 기계식 셔터에만 의존한다.
1D Mark II 및 1D Mark II N은 크고 무거운 Ni-MH 배터리를 사용한다. 1D Mark II N의 후속 모델인 캐논 EOS-1D Mark III에서는 작고 가벼우며 용량도 큰 리튬이온 배터리를 사용한다.

## 캐논 EOS-1D Mark II N
캐논 EOS-1D Mark II N는 캐논 EOS-1D Mark II의 후속 모델로서 2005년 8월 22일에 발표되었다. 커뮤니티 동호회 등에서는 쉽게 '막투엔' 이라고 부르기도 한다. 달라진 점으로는 2.5인치 LCD, 향상된 버퍼링, 픽처 스타일 기능 추가 등이 있다.

## 사진

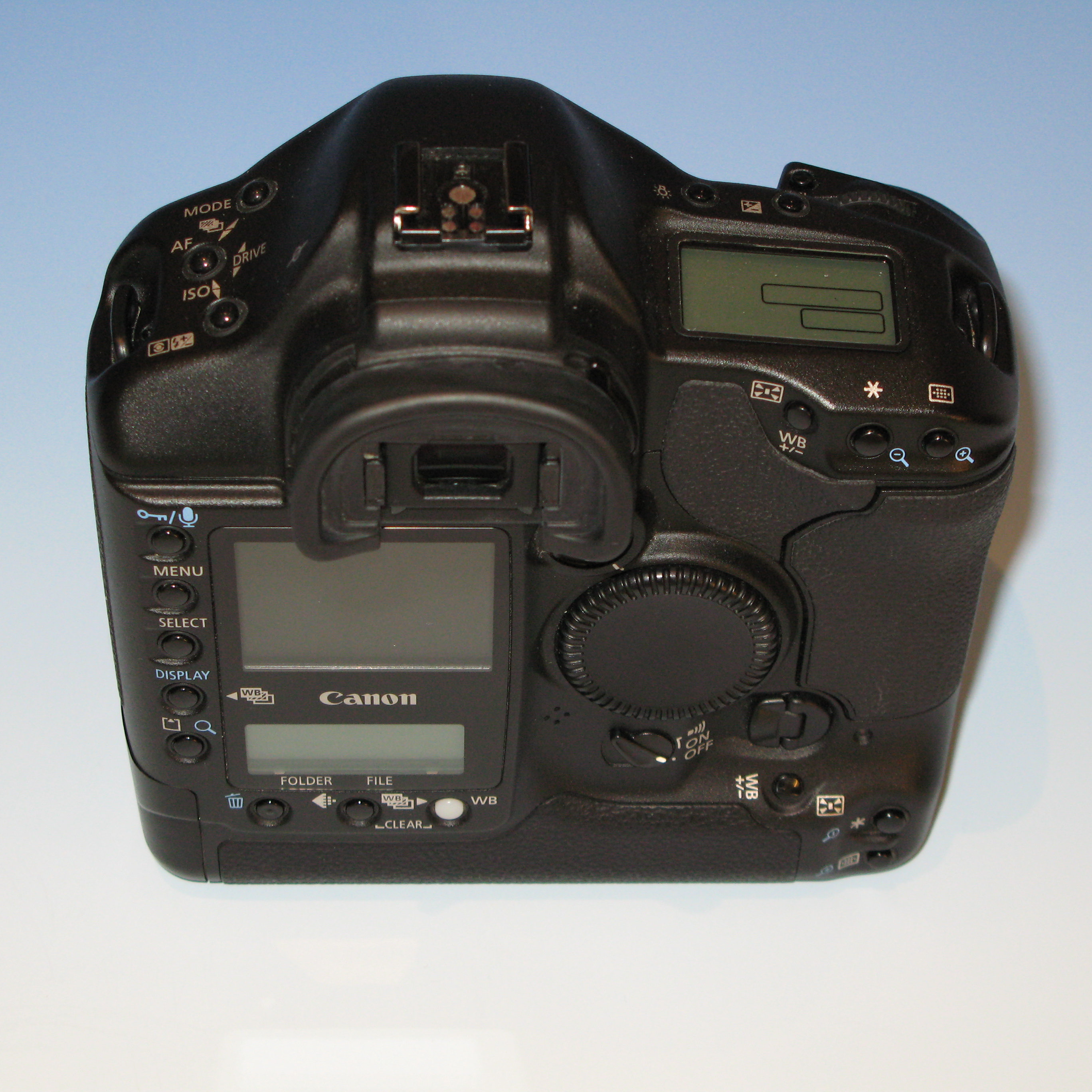
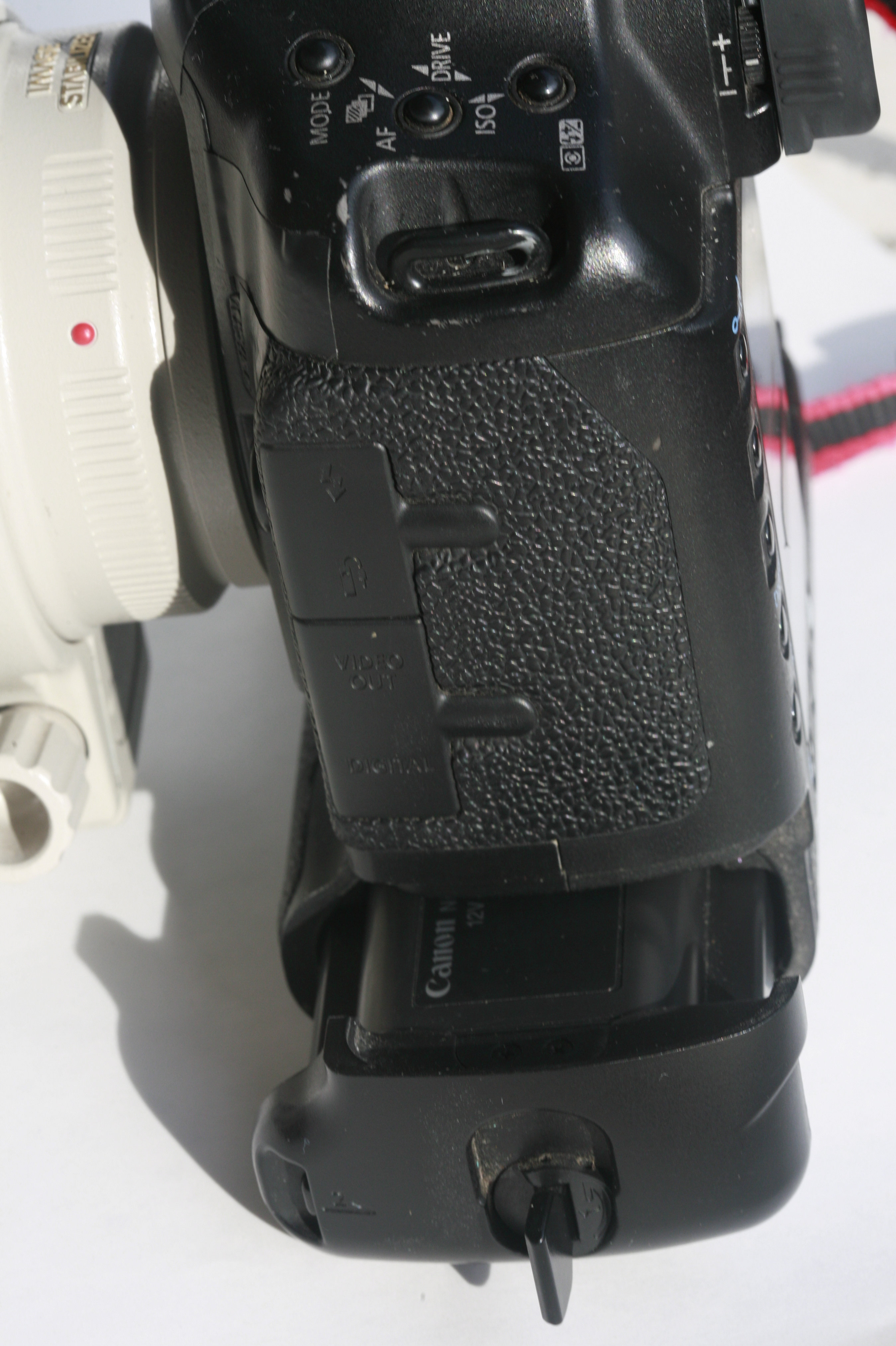
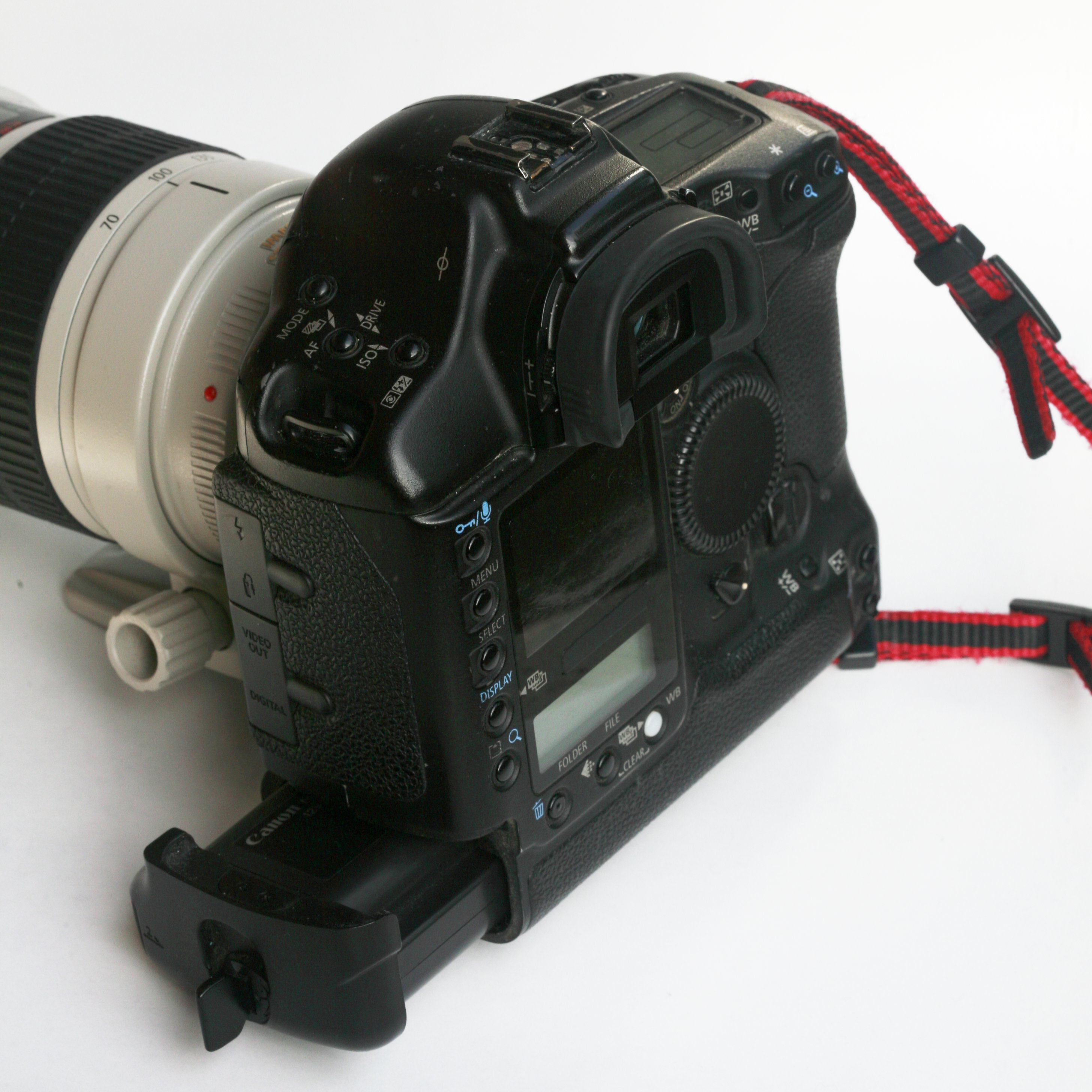
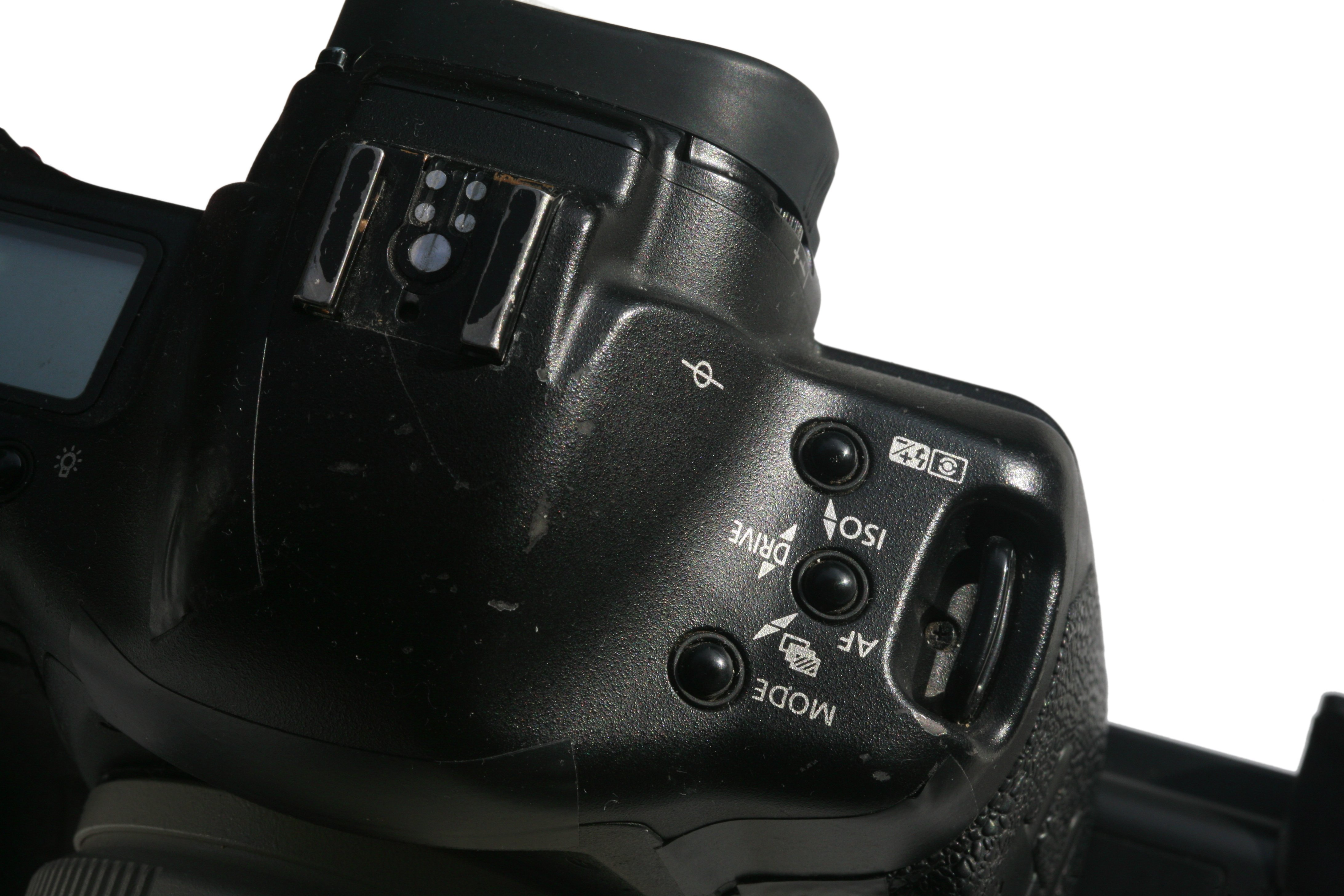
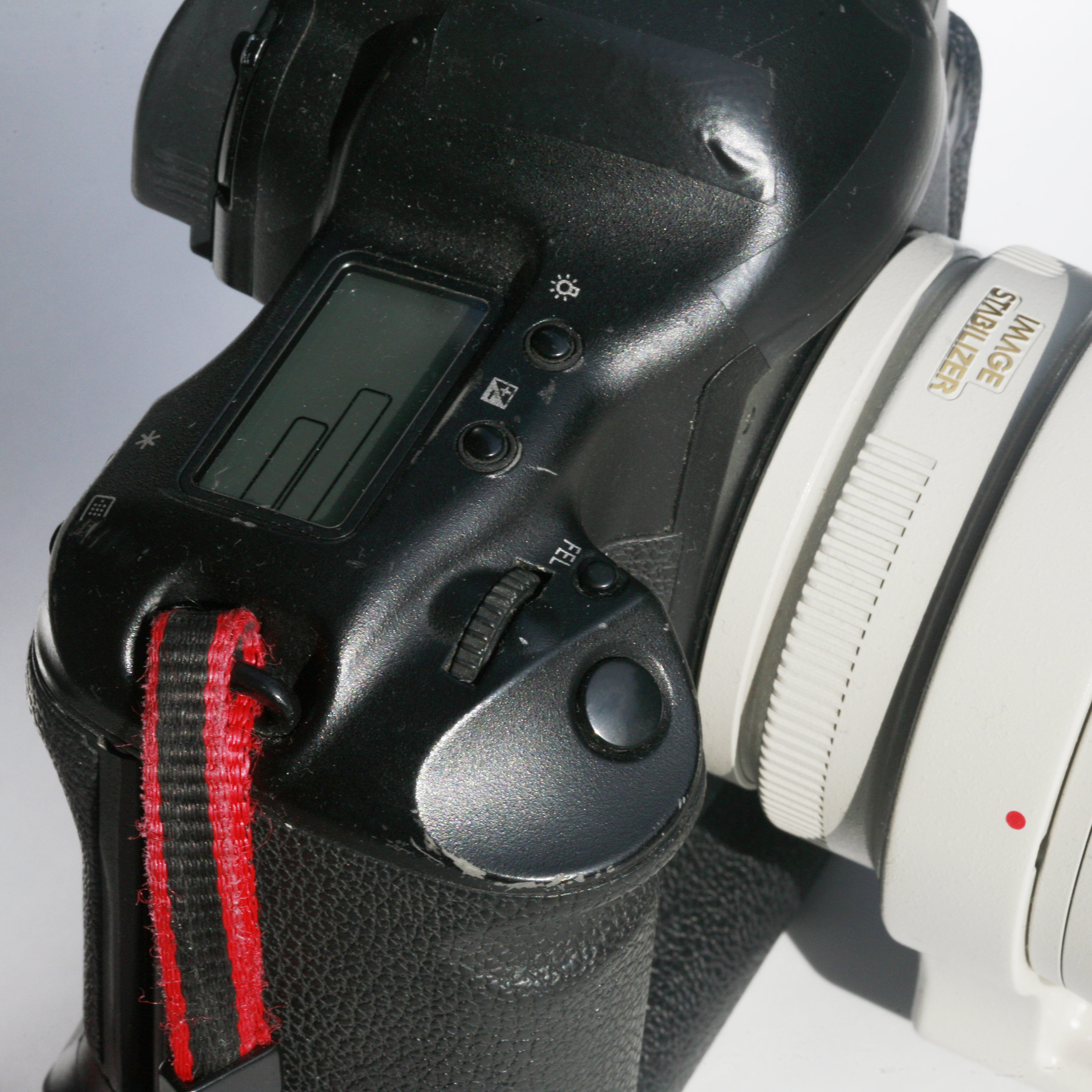

## 같이 보기
- 캐논
- 캐논 EOS
- 캐논 EF 마운트